# NGC 6319
NGC 6319 (również PGC 59717 lub UGC 10744) – galaktyka eliptyczna (E-S0), znajdująca się w gwiazdozbiorze Smoka. Odkrył ją Lewis A. Swift 14 maja 1885 roku.